# Méras
Méras è un comune francese di 92 abitanti situato nel dipartimento dell'Ariège nella regione dell'Occitania.

## Società

### Evoluzione demografica
Abitanti censiti